# ソヌ・シャムダサーニ
ソヌ・シャムダサーニ（Sonu Shamdasani, 1962年 - ）はロンドンを本拠とする著述家、編集者、Wellcome Trust Centre for the History of Medicineの教授である。彼の研究は、19世紀中盤から現代に至るまでの精神医学と心理学の歴史である。
2003年に、彼はスティーブン・マーティンとフィレモン・ファウンデーションを設立した。マーティンはここでは監修者の立場である。2009年、彼はおよそ1914年から1930年にかけてカール・ユングが記し、待望されていた『赤の書』を編集・刊行した。

## 学識
彼は1984年にでブリストル大学の文学士の学位をとった。次いで科学と薬の歴史でユニヴァーシティ・カレッジ・ロンドンでの理学修士の学位をとり、WIHM/UCLから科学と薬の歴史でPh.D.を取得した（1996年）。
2009年12月12日のTimes of India誌のインタビューで、彼は簡潔な個人的伝記を示した。

## 主な著作
- Cult Fictions: C. G. Jung and the Founding of Analytical Psychology (London: Routledge, 1998).

リチャード・ノルのユング批判書『ユング・カルト』に反論する内容。
- Jung and the Making of Modern Psychology: The Dream of a Science (Cambridge: Cambridge University Press, 2003).
- Jung Stripped Bare by his Biographers, Even (London: Karnac Books, 2004).

：邦訳『ユング伝記のフィクションと真相』 河合俊雄監訳、田中康裕、竹中菜苗、小木曽由佳訳（創元社、2011年）
- (With Mikkel Borch-Jacobsen) Le Dossier Freud. Enquête sur l’histoire de la psychanalyse (Paris: Les empêcheurs de penser en rond/Le Seuil, 2006).
- C. G. Jung, Seminar series, The psychology of Kundalini Yoga, Bollingen Series, Princeton (New Jersey/London: Princeton University Press/Routledge, 1996).
- Jung, Carl Gustav, The Red Book. Liber Novus (Philemon Series & W.W. Norton & Co., 2009).

『赤の書』の翻訳。英語版、ドイツ語版、日本語版があるほか、他の言語でも出版される。日本語版は創元社から刊行されている。